# Siegfried Wagner (billedhugger)
 For alternative betydninger, se Siegfried Wagner. (Se også artikler, som begynder med Siegfried Wagner)
Siegfried Wagner (født 13. april 1874 i Hamborg; død 1. august 1952 i Lyngby) var en dansk billedhugger.
Wagner var elev på Kunstakademiet 1889-96, var en tid i Vilhelm Bissens atelier og hos J.F. Willumsen på Bing & Grøndahl.
Han udstillede første gang 1894, fra 1905 på Den frie Udstilling.
Han modellerede buster, figurer og dekorative ting, og lagde vægt på det tekniske, den dygtige og
gennemførte hensyntagen til materialets natur, til tider med nogen stilisering og med associationer til blandt andet gammel orientalsk eller egyptisk kunst.
Af Wagners arbejder kan nævnes Frejr paa Galten (1924,[kilde mangler] Statens Museum for Kunst) sammen med Olga Wagner, som han blev gift med 1899, og Lurblæserne på Anton Rosens søjle ved Rådhuspladsen i København.
Wagner arbejdede også i det egentlige kunsthåndværk, møbler, gravmæler, keramik.
Et sarkofag fra Wagners hånd findes på Vestre Kirkegård.
Wagner er repræsenteret med tre skulpturer på Statens Museum for Kunst:
Freier på Galten. Nøgen mand med en krans i håret, ridende på et vildsvin, 1914 – 1915, Maleren og billedhuggeren Niels Skovgaard, 1923 og Forfatteren Johannes V. Jensen, 1933.
- Maleren og billedhuggeren Niels Skovgaard, 1923. 
Foto: Statens Museum for Kunst
- Forfatteren Johannes V. Jensen, 1933. 
Foto: Statens Museum for Kunst

I anledning af billedhuggerens 60-års fødselsdag forfattede Johannes V. Jensen det fem-strofede digt "Siegfried Wagner" der blev udgivet i Politiken den 13. april 1934 og senere i forfatterens digtsamling Paaskebadet fra 1937.

## Priser
Grand prix på verdensudstillingen i Paris 1900